# Скетч
Скетч (англ. sketch «эскиз, набросок, зарисовка») — короткая одноактная пьеса комедийного содержания с небольшим числом действующих лиц (как правило, двумя, реже — тремя). Такая художественная форма, ведущая начало от народной интермедии, появилась в XVI веке; наибольшее распространение получила на западной эстраде.
С развитием телевидения широкое распространение получил жанр, называемый «скетч-шоу» (sketch show) или «скетчком» (sketch comedy). Это телепередача с некоторым количеством скетчей — коротких комедийных сценок, являющихся законченным художественным произведением, не связанных сюжетной линией с другими скетчами. Ярким примером скетч-шоу являются телепередачи «Летающий цирк Монти Пайтона», «Шоу Кэтрин Тейт», «Шоу Фрая и Лори», «Шоу Бенни Хилла». Аналогичные программы на российском телевидении: «Джентльмен-шоу», «Городок», «6 кадров», «Наша Russia», «Даёшь молодёжь!», «Одна за всех», «Нереальная история», «ХБ», «СашаТаня», скетчи для детей и взрослых «Ералаш» и ряд других.
Постепенно это слово приобрело более широкое значение. Изначально скетчами называли виртуозные и быстрые зарисовки города (travel sketching), архитектуры, людей и модных образов (fashion sketching), предметов (industrial sketching), автомобилей (также industrial sketching), в целом всё, что по технике исполнения подразумевает скорость, стилизацию, уверенность, свободу и даже долю хулиганства. Позже к скетчингу отнесли также интерьерные рисунки, выполненные как в лёгкой современной, так и в более академической манере. Это могут быть детально проработанные скетчи, скорее даже интерьерные иллюстрации и ручные визуализации, порой фотографически точные.